# تشارلز كريستوفر آدامز
تشارلز كريستوفر آدامز (بالإنجليزية: Charles Christopher Adams)‏ هو عالم حيوانات أمريكي، ولد في 23 يوليو 1873 في كلينتون في الولايات المتحدة، وتوفي في 22 مايو 1955 في ألباني في الولايات المتحدة.